# Tsuchiya Koitsu
Tsuchiya Kōitsu (土屋 光逸, Tsuchiya Kōitsu), né en 1870 et mort en 1949, est un artiste peintre et graveur japonais, appartenant à l’école Shin-hanga.

## Biographie
Tsuchiya Kōitsu est né sous le nom de « Kōichi » à Hammamatsu dans la campagne japonaise. Il partit à Tokyo à l’âge de 15 ans pour être apprenti chez un graveur sur bois appelé Matsuzaki, qui travaillait pour Kobayashi Kiyochika (1847-1915), un artiste célèbre pour ses scènes de genre et ses estampes militaires. Mais au lieu de rester chez le graveur, Tsuchiya intégra l’atelier de Kiyochika et y resta 19 années, pendant lesquelles il apprit le dessin et la composition graphique.  Ses premières estampes eurent pour sujet la guerre sino-japonaise de 1894-1895, très en vogue à l’époque. Ensuite il fit de la lithographie et changea de registre quand il rencontra l’éditeur Watanabe (1883-1962) lors d’une exposition commémorant Kiyochika en 1931. L’année suivante, il réalisa sa première estampe Shin-Hanga (En regardant les fleurs de cerisiers à Gion, Kyoto). Il fit dix estampes pour Watanabe, puis travailla surtout avec Doi Teiichi et fit quelques estampes avec Kawaguchi & Sakai ainsi que pour Baba Nobuhiko.
Les estampes de Tsuchiya sont surtout des paysages dans la lignée de Kiyochika et de Kawase Hasui basées sur une belle interprétation de la lumière pour exprimer les émotions, une ambiance, une atmosphère.
Tsuchiya Kōitsu n'a aucun rapport avec Ishiwata Koitsu, autre artiste de la même période.